# Jukka Santala
Jukka Santala (Helsinki, 10 settembre 1985) è un ex calciatore finlandese, di ruolo attaccante.